# Cheirogaleus
Cheirogaleus es un género de lémures, conocidos como lémures enanos. Como todas las especies de lémures, son endémicos de Madagascar.

## Especies
Se reconocen las siguientes:
- Cheirogaleus andysabini (lémur enano de Andy Sabin)
- Cheirogaleus crossleyi (lémur enano de orejas peludas)
- Cheirogaleus grovesi (lémur enano de Groves)
- Cheirogaleus lavasoensis (lémur enano de Lavasoa)
- Cheirogaleus major (lémur enano mayor)
- Cheirogaleus medius (lémur enano de cola gruesa)
- Cheirogaleus minusculus (lémur enano gris acero menor)
- Cheirogaleus shethi (lémur enano de Sheth)
- Cheirogaleus sibreei (lémur enano de Sibree)

Actualmente C. adipicaudatus y C. ravus ya no tienen el reconocimiento de especies.